# Мокрая Буйвола (станция)
Мо́края Буйвола́ — железнодорожная станция Северо-Кавказской железной дороги, расположена в в 3 км от села Александрии, Ставропольский край, Россия.

## История
Станция проектировалась ещё в 1912 г. но была отстроена только в 1928 г. при строительстве путей были использованы рельсы с участка Армавир — Ставрополь. 
Имеет одну платформу длиной 90 метров (боковая, прямая).